# Thymolphthalexon
Thymolphthalexon ist eine chemische Verbindung aus der Gruppe der Iminodiessigsäure-Derivate von Thymolphthalein.

## Gewinnung und Darstellung
Thymolphthalexon kann durch Mannich-Kondensation von Formaldehyd und Iminodiessigsäure mit Thymolphthalein gewonnen werden.

## Eigenschaften
Thymolphthalexon ist ein hellbrauner geruchloser Feststoff.

## Verwendung
Thymolphthalexon wird als Indikator bzw. photometrische Reagenz für Erdalkalimetallionen wie Calcium, Strontium, Barium und andere verwendet.